# 1952 في بيرو
فيما يلي قوائم الأحداث التي وقعت خلال عام 1952 في بيرو.

## رياضة
- 1 يناير – دوري الدرجة الثانية البيروفي 1952 الفائز Club Unión Callao de Deportes [الإنجليزية]‏.

## مواليد

### مارس
- 1 مارس – فرانسيسكو مونتيرو لاعب كرة قدم بيروفي.

### أبريل
- 8 أبريل – يوزيبيو أكاسوزو لاعب كرة قدم بيروفي.[1]
- 17 أبريل – روبن توريبيو دياز لاعب كرة قدم بيروفي.[2]

### مايو
- 19 مايو – ماريو بينيا سياسي بيروفي.

### يونيو
- 4 يونيو – خوسيه فيلاسكويز لاعب كرة قدم بيروفي.
- 16 يونيو – سيزار كويتو لاعب كرة قدم بيروفي.

### نوفمبر
- 5 نوفمبر – سيسيليا بارازا مغنية بيروفية.[3]

### ديسمبر
- 26 ديسمبر – ميغيل أنخيل هيدالغو ميدينا سياسي بيروفي.

## وفيات

### يناير
- 1 يناير – خوليو سيزار أرانا (مواليد 1864) سياسي بيروفي.